# Йоахим I фон Алвенслебен
Йоахим I фон Алвенслебен (на немски; * 7 април 1514 в дворец Хундисбург в Халденслебен; † 12 февруари 1588 в замък Алвенслебен в Хое Бьорде) е благородник от род Алвенслебен в Саксония-Анхалт, господар на замък Еркслебен, хуманист, учен и реформатор.
Той е вторият син на Гебхард XVII фон Алвенслебен († 1541) и съпругата му Фредеке фон Венден (1488 – 1551), дъщеря на Лудолф фон Венден и Маргарета фон Велтхайм. Брат е на Лудолф X фон Алвенслебен (1511 – 1596), Магдебургски съветник.
Йоахим I фон Алвенслебен започва на 12 години през 1526 г. да следва в университета в Лайпциг, през 1534 г. се мести в университета във Витенберг, където слуша и Мартин Лутер, и през 1538 г. продължава следването си в Падуа и Париж. Когато баща му умира през 1541 г. той се връща обратно в родината си. Целта на обучението му е да може да се подготви да наследи чичо си Бусо X фон Алвенслебен (1468 – 1548) като епископ на Хавелберг.
От 1544 до 1546 г. той е архиепископски магдебургски дворцов съветник при кардинал Албрехт фон Бранденбург.
Йоахим живее в Еркслебен и в замък Алвенслебен. През зимата той често е в Магдебург, където си купува къща през 1556 г. От 1570 до 1582 г. той живее главно в Рогетц, понеже е опекун на малолетните деца на братовчед му Елиац I.
Той се грижи за имотите си и се занимава с науките, събира голяма библиотека и си кореспондира с водещите протестантски теолози и правни учени. Заради голямото си образование го наричат „Miraculum Saxoniae“. В Еркслебен той основава латинско училище и болница.
След смъртта на Лутер (1546), той пише „Glaubensbekenntnis“ със зет си Андреас фон Майендорф (* 1522; † 1583), съпругът на сестра му Емеренция фон Алвенслебен.
Йоахим се жени три пъти и общо 19 деца, от които само 11 остават живи. Йоахим I фон Алвенслебен умира на 73 години на 2 или 12 февруари 1588 г. в замък Алвенслебен. Неговият гробен камък се намира в дворцовата капела в Еркслебен. Показан е на колене пред трите му съпруги.

## Фамилия
Йоахим I фон Алвенслебен се жени през февруари 1549 г. в Калбе за Анна фон Бартенслебен (* 1526; † 21 март 1555, Алвенслебен), дъщеря на Ханс фон Бартенслебен († 1542) и Анна фон Велтхайм (1499 – 1575). Те имат четири деца:
- Гебхард фон Алвенслебен (* 1550; † 20 април 1572, Йена)
- Ханс фон Алвенслебен (* 13 ноември 1552, Алвенслебен; † 3 февруари 1553, Алвенслебен)
- Фредеке фон Алвенслебен (* ок. 8 юни 1554, Оф, Калбе а.д.Милде; † 21 септември 1609, Найндорф, Саксония), омъжена на 7 февруари 1575 г. за Левин II фон дер Шуленбург (* 23 ноември 1528; † 20 октомври 1587, Магдебург)
- Лудолф фон Алвенслебен (* 11 март 1555, Алвенслебен; † юли 1610, Цихтау), женен на 2 март 1590 г. в Калбе за Елизабет фон дер Шуленбург (* 1 юни 1574, Беетцендорф; † 18 юли 1600, Еркслебен)

Йоахим I фон Алвенслебен се жени втори път на 30 ноември 1556 г. в Алвенслебен за Кунигунда фон Мюнххаузен (* 1534; † 3 декември 1565, Калбе), дъщеря на Ханс фон Мюнххаузен и Катарина фон Котце. Те имат седем деца;
- Ханс фон Алвенслебен (* ок. 1557/1558; † 9 март 1582, Алвенслебен)
- Анна фон Алвенслебен (* 1559; † млада)
- Катарина фон Алвенслебен (* 1560; † 3 април 1563)
- Бусе фон Алвенслебен (* 18 октомври 1561; † 19 октомври 1595, Генуа)
- София фон Алвенслебен (* 1562; † 1631, Пренцлау), омъжена 1582 г. за Бернд фон Арним († 1628)
- Емеренция фон Алвенслебен (* 8 декември 1563, Еркслебен; † 10 април 1620), омъжена на 26 август 1588 г. в Алвенслебен за Томас фон дем Кнезебек, господар в Тилзен († 1625)
- Гертрауд фон Алвенслебен (* 1564; † 1620), омъжена 1591 г. за Вернер III фон Арним († 20 февруари 1604)

Йоахим I фон Алвенслебен се жени трети път на 9 ноември 1569 г. в Еркслебен за Маргарета фон дер Асебург (* 25 май 1541; † 24 декември 1606, Айхенбарлебен), дъщеря на Йохан фон дер Асебург († 1567) и Клара фон Крам († 1579). Те имат осем деца:
- Кунигунда фон Алвенслебен (* 29 ноември 1571, Рьогац; † 16 декември 1571)
- Клара фон Алвенслебен (* 19 юни 1572, Рьогац; † 24 юни 1572, Рьогац)
- Гизела фон Алвенслебен (* 19 юни 1572, Рьогац; † 19 юни 1572, Рьогац)
- Катарина фон Алвенслебен (* 29 октомври 1574, Рьогац; † 3 юли 1628, Брауншвайг), омъжена 1592 г. във Виделах за Хенинг фон Квитцов († 7 септември 1608)
- Клара фон Алвенслебен (* 1575, Рьогац; † 4 юни 1595, Айхенбарлебен)
- Гебхард Йохан I фон Алвенслебен (* 2 октомври 1576 в замък Рьогац/Рьогец в Саксония-Анхалт; † 27 юли 1631 в дворец Еркслебен), женен на 25 февруари 1610 г. за Гертруд фон Велтхайм (* 22 март 1585; † 11 ноември 1622)
- Мария фон Алвенслебен (* 26 ноември 1579, Рьогац; † 6 септември 1603), омъжена на 14 октомври 1599 г. в Айзенбарлебен за Георг Кристоф фон дер Шуленбург († 1631)
- Маргарета фон Алвенслебен (* 28 септември 1581, Алвенслебен; † 24 януари 1606, Айхенбарлебен)